# Thomas Fitzgerald (hockey sur glace)
Pour les articles homonymes, voir Thomas Fitzgerald et Fitzgerald.
Thomas James Fitzgerald, dit Tom Fitzgerald (né le 28 août 1968 à Melrose, Massachusetts aux États-Unis) est un joueur professionnel américain de hockey sur glace reconverti entraîneur et dirigeant.

## Carrière de joueur
Ayant commencé sa carrière aux États-Unis avec les Friars du Collège Providence, il se joint lors de la saison 1988-1989 à l'organisation des Islanders de New York. Cette équipe l'avait précédemment sélectionné lors du repêchage de la Ligue nationale de hockey de 1986. Il faut attendre jusqu'en 1992-1993 avant de le voir se tailler un poste permanent avec les Islanders.
Cela est sa seule saison complète avec l'équipe car la saison suivante, il s'aligne avec les Panthers de la Floride. Il y joue pendant quelques saisons, participant même à la finale de la Coupe Stanley en 1995-1996, s'avouant vaincu par l'Avalanche du Colorado. Il se joiit à ces derniers pour la fin de la saison 1997-1998. Il joue par la suite avec les Predators de Nashville de 1998 à 2002.
Il joue par la suite avec les Blackhawks de Chicago, les Maple Leafs de Toronto et avec les Bruins de Boston avant de prendre sa retraite au terme de la saison 2005-2006. En février 2009, il est nommé assistant-entraîneur du nouvel entraîneur des Penguins de Pittsburgh Dan Bylsma. L'équipe remporte la Coupe Stanley et il est nommé quelque temps plus tard assistant au directeur général des Penguins, Ray Shero

## Parenté dans le sport
Il est le cousin de Keith Tkachuk. Il est aussi petit-cousin avec les joueurs de hockey Kevin Hayes et son frère Jimmy Hayes.

## Statistiques

### En club
| Saison     | Équipe                        | Ligue      |       | Saison régulière | Saison régulière | Saison régulière | Saison régulière | Saison régulière |   | Séries éliminatoires | Séries éliminatoires | Séries éliminatoires | Séries éliminatoires | Séries éliminatoires |
| Saison     | Équipe                        | Ligue      | PJ    | B                | A                | Pts              | Pun              | PJ               | B | A                    | Pts                  | Pun                  |                      |                      |
| 1984-1985  | Mustangs d'Austin             | HS         | 18    | 20               | 21               | 41               | -                | -                | - | -                    | -                    | -                    |                      |                      |
| 1985-1986  | Mustangs d'Austin             | HS         | 24    | 35               | 38               | 73               | -                | -                | - | -                    | -                    | -                    |                      |                      |
| 1986-1987  | Friars du Collège Providence  | NCAA       | 27    | 8                | 14               | 22               | 22               | -                | - | -                    | -                    | -                    |                      |                      |
| 1987-1988  | Friars du Collège Providence  | NCAA       | 36    | 19               | 15               | 34               | 50               | -                | - | -                    | -                    | -                    |                      |                      |
| 1988-1989  | Indians de Springfield        | LAH        | 61    | 24               | 18               | 42               | 43               | -                | - | -                    | -                    | -                    |                      |                      |
| 1988-1989  | Islanders de New York         | LNH        | 23    | 3                | 5                | 8                | 10               | -                | - | -                    | -                    | -                    |                      |                      |
| 1989-1990  | Indians de Springfield        | LAH        | 53    | 30               | 23               | 53               | 32               | 14               | 2 | 9                    | 11                   | 13                   |                      |                      |
| 1989-1990  | Islanders de New York         | LNH        | 19    | 2                | 5                | 7                | 4                | 4                | 1 | 0                    | 1                    | 4                    |                      |                      |
| 1990-1991  | Islanders de Capital District | LAH        | 27    | 7                | 7                | 14               | 50               | -                | - | -                    | -                    | -                    |                      |                      |
| 1990-1991  | Islanders de New York         | LNH        | 41    | 5                | 5                | 10               | 24               | -                | - | -                    | -                    | -                    |                      |                      |
| 1991-1992  | Islanders de Capital District | LAH        | 4     | 1                | 1                | 2                | 4                | -                | - | -                    | -                    | -                    |                      |                      |
| 1991-1992  | Islanders de New York         | LNH        | 45    | 6                | 11               | 17               | 28               | -                | - | -                    | -                    | -                    |                      |                      |
| 1992-1993  | Islanders de New York         | LNH        | 77    | 9                | 18               | 27               | 34               | 18               | 2 | 5                    | 7                    | 18                   |                      |                      |
| 1993-1994  | Panthers de la Floride        | LNH        | 83    | 18               | 14               | 32               | 54               | -                | - | -                    | -                    | -                    |                      |                      |
| 1994-1995  | Panthers de la Floride        | LNH        | 48    | 3                | 13               | 16               | 31               | -                | - | -                    | -                    | -                    |                      |                      |
| 1995-1996  | Panthers de la Floride        | LNH        | 82    | 13               | 21               | 34               | 75               | 22               | 4 | 4                    | 8                    | 34                   |                      |                      |
| 1996-1997  | Panthers de la Floride        | LNH        | 71    | 10               | 14               | 24               | 64               | 5                | 0 | 1                    | 1                    | 0                    |                      |                      |
| 1997-1998  | Panthers de la Floride        | LNH        | 69    | 10               | 5                | 15               | 57               | -                | - | -                    | -                    | -                    |                      |                      |
| 1997-1998  | Avalanche du Colorado         | LNH        | 11    | 2                | 1                | 3                | 22               | 7                | 0 | 1                    | 1                    | 20                   |                      |                      |
| 1998-1999  | Predators de Nashville        | LNH        | 80    | 13               | 19               | 32               | 48               | -                | - | -                    | -                    | -                    |                      |                      |
| 1999-2000  | Predators de Nashville        | LNH        | 82    | 13               | 9                | 22               | 66               | -                | - | -                    | -                    | -                    |                      |                      |
| 2000-2001  | Predators de Nashville        | LNH        | 82    | 9                | 9                | 18               | 71               | -                | - | -                    | -                    | -                    |                      |                      |
| 2001-2002  | Predators de Nashville        | LNH        | 63    | 7                | 9                | 16               | 33               | -                | - | -                    | -                    | -                    |                      |                      |
| 2001-2002  | Blackhawks de Chicago         | LNH        | 15    | 1                | 3                | 4                | 6                | 5                | 0 | 0                    | 0                    | 4                    |                      |                      |
| 2002-2003  | Maple Leafs de Toronto        | LNH        | 66    | 4                | 13               | 17               | 57               | 7                | 0 | 1                    | 1                    | 4                    |                      |                      |
| 2003-2004  | Maple Leafs de Toronto        | LNH        | 69    | 7                | 10               | 17               | 52               | 10               | 0 | 0                    | 0                    | 6                    |                      |                      |
| 2005-2006  | Bruins de Boston              | LNH        | 71    | 4                | 6                | 10               | 40               | -                | - | -                    | -                    | -                    |                      |                      |
| Totaux LNH | Totaux LNH                    | Totaux LNH | 1 097 | 139              | 190              | 329              | 776              | 78               | 7 | 12                   | 19                   | 90                   |                      |                      |

### En équipe nationale
| Année | Équipe     | Compétition                 |    | PJ | B | A | Pts | Pun         |  | Résultat |
| 1987  | États-Unis | Championnat du monde junior | 7  | 3  | 0 | 3 | 2   | 4e position |  |          |
| 1989  | États-Unis | Championnat du monde        | 10 | 0  | 2 | 2 | 12  | 6e position |  |          |
| 1991  | États-Unis | Championnat du monde        | 10 | 1  | 0 | 1 | 6   | 4e position |  |          |

## Transaction en carrière
- 24 juin 1993 : sélectionné par les Panthers de la Floride des Islanders de New York lors du Repêchage d'expansion de la LNH de 1993.
- 24 mars 1998 : échange à l'Avalanche du Colorado par les Panthers de la Floride en retour des droits pour Mark Parrish et le choix du 3e tour des Mighty Ducks d'Anaheim (acquis précédemment, les Panthers sélectionnent Lance Ward) lors du repêchage d'entrée dans la LNH en 1998.
- 6 juillet 1998 : signe un contrat comme agent libre avec les Predators de Nashville.
- 13 mars 2002 : échangé aux Blackhawks de Chicago par les Predators de Nashville en retour d'un choix de 4e tour (échangé plus tard aux Mighty Ducks d'Anaheim, les Mighty Ducks sélectionnent Nathan Saunders) lors du repêchage d'entrée dans la LNH en 2003 et des considérations futures.
- 17 juillet 2002 : signe un contrat comme agent libre avec les Maple Leafs de Toronto.
- 28 juillet 2004 : signe un contrat comme agent libre avec les Bruins de Boston.
- 12 septembre 2006 : annonce officiellement sa retraite.